# Wierzbno (Mazovie)
Pour les articles homonymes, voir Wierzbno.
Wierzbno (prononciation : [ˈvjɛʐbnɔ]) est un village polonais situé dans la gmina de Wierzbno dans le powiat de Węgrów et en voïvodie de Mazovie dans le centre-est de la Pologne.
Il est le siège administratif de la gmina (district administratif) appelée gmina de Wierzbno.
Ce village se trouve à environ 14 kilomètres au sud-ouest de Węgrów (chef-lieu du powiat) et à 61 kilomètres à l'est de Varsovie (capitale de la Pologne).
De 1975 à 1998, le village appartenait administrativement à la voïvodie de Siedlce.